# Gallsjön, Småland
Gallsjön är en sjö i Vimmerby kommun i Småland och ingår i Marströmmens huvudavrinningsområde. Sjön är 10,1 meter djup, har en yta på 0,868 kvadratkilometer och är belägen 81 meter över havet. Sjön avvattnas av vattendraget Marströmmen (Bodaån).

## Delavrinningsområde
Gallsjön ingår i det delavrinningsområde (637977-152275) som SMHI kallar för Utloppet av Gallsjön. Medelhöjden är 91 meter över havet och ytan är 6,23 kvadratkilometer. Räknas de 7 avrinningsområdena uppströms in blir den ackumulerade arean 112,6 kvadratkilometer. Avrinningsområdets utflöde Marströmmen (Bodaån) mynnar i havet. Avrinningsområdet består mestadels av skog (77 procent). Avrinningsområdet har 0,95 kvadratkilometer vattenytor vilket ger det en sjöprocent på 15,3 procent.